# Майшос
Майшос (нем. Mayschoß) — община в Германии, в земле Рейнланд-Пфальц.
Входит в состав района Арвайлер. Подчиняется управлению Альтенар. Население составляет 929 человек (на 31 декабря 2010 года). Занимает площадь 5,66 км².
Коммуна подразделяется на 2 сельских округа.